# El pasajero
El pasajero (título original: The Commuter) es una película de suspenso británica-francés-estadounidense de 2018, dirigida por Jaume Collet-Serra, escrita por Byron Willinger, protagonizada por Liam Neeson, Vera Farmiga, Sam Neill, Elizabeth McGovern, Jonathan Banks y Patrick Wilson. La cinta fue estrenada en los Estados Unidos el 12 de enero de 2018, por Lionsgate, y en el Reino Unido el 19 de enero de 2018, por StudioCanal.

## Argumento
Un hombre de negocios llamado Michael MacCauley, que después de sufrir un problema en el trabajo y cuando se dirige de vuelta a su casa en tren, comienza a hablar con una misteriosa pasajera. Pronto se ve envuelto en una conspiración criminal que amenaza con poner en peligro su vida, la de su familia, como también la de los demás pasajeros que se encuentran viajando en el mismo vagón del tren. Michael deberá revelar el misterio lo más rápido posible porque será el único capaz de salvar la vida de todos. Y la de su familia, que es lo más importante.

## Reparto
- Liam Neeson como Michael McCauley.
- Vera Farmiga como Joanna.
- Patrick Wilson como Detective Alex Murphy.
- Jonathan Banks como Walt.
- Sam Neill como Capitán Dave Hawthorne.
- Elizabeth McGovern como Karen McCauley.
- Dean-Charles Chapman como Danny McCauley.
- Florence Pugh como Gwen.
- Clara Lago como Eva.
- Kingsley Ben-Adir como Agente Especial García.
- Killian Scott Agente del FBI Dylan.
- Letitia Wright como Jules Skateboarder.
- Kobna Holdbrook-Smith como Oliver.
- Roland Møller como Jackson.

## Producción

### Desarrollo
En enero de 2010, Olatunde Osunsanmi abordó la película como director de la productora Gold Circle Films, con un guion escrito por Byron Willinger y Philip de Blasi. Más de un año después, en agosto de 2011, Julian Jarrold fue anunciado para dirigir la película para Gold Circle. En enero de 2016, Jaume Collet-Serra cerró un trato para dirigir la película, marcando su cuarta colaboración con Neeson, y también fue anunciado que el productor ejecutivo sería un colega suyo de Ombra Films, Juan Sola.

### Casting
En septiembre de 2015, se anunció que Liam Neeson protagonizaría el thriller de acción, producido por StudioCanal y The Picture Company. En junio de 2016, Vera Farmiga se unió al elenco en un papel descrito como «una misteriosa mujer que aborda un tren cercano y le propone una oportunidad tentadora al personaje de Neeson, que tendrá graves consecuencias si la acepta». El proyecto marca la segunda colaboración profesional entre Farmiga y Collet-Serra, después del thriller psicológico de 2009 La huérfana. El 13 de julio, Sam Neill, Elizabeth McGovern, y Jonathan Banks se unieron al elenco principal. En agosto de 2016, Kobna Holdbrook-Smith también se unió para un papel desconocido. Aquel mes mismo, se confirmó que Patrick Wilson interpretaría a un amigo de confianza del personaje de Neeson.

### Filmación
La fotografía principal empezó el 25 de julio de 2016 en Pinewood Studios en Buckinghamshire, Inglaterra, y más tarde continuó en la Ciudad de Nueva York. Neeson Y McGovern fueron vistos en el set de la película en la estación de tren de Worplesdon en Surrey el 18 de septiembre de 2016.

## Lanzamiento
En noviembre de 2015, Lionsgate pre-compró los derechos de distribución doméstica de la película, en un trato con StudioCanal. The Commuter se planificado originalmente para su estreno en los Estados Unidos el 13 de octubre de 2017, pero desde entonces se cambió para el 12 de enero de 2018. De igual manera en el Reino Unido se planeaba estrenar el 20 de octubre de 2017 por StudioCanal, pero se retrasó hasta el 19 de enero de 2018 de acuerdo con la reprogramación en Estados Unidos.

## Recepción
The Commuter ha recibido reseñas generalmente mixtas a positivas de parte de la crítica y de la audiencia. En el portal especializado de internet Rotten Tomatoes, la película posee una aprobación de 57%, basada en 188 reseñas, con una calificación de 5.4/10 y un consenso crítico que dice: "El elenco de The Commuter es mejor que su guion profesional - lo que ayuda a que este razonablemente divertido thriller de acción de Liam Neeson valga el precio de un boleto matinal o un alquiler, si no es que un boleto de precio completo." De parte de la audiencia ha recibido una aprobación de 40%, basada en 4889 votos, con una calificación de 3.1/5.
La página Metacritic le ha dado a la película una puntuación de 56 de 100, basada en 44 reseñas, indicando "reseñas mixtas". Las audiencias de CinemaScore le han dado una "B" en una escala de A+ a F, mientras que en el sitio IMDb los usuarios le han dado una puntuación de 6.3/10, sobre la base de 70 552 votos.